# Furanosen
Als Furanosen bezeichnet man Lactole, die einen Fünfring aus vier Kohlenstoff- und einem Sauerstoff-Atom sowie an einem der Sauerstoffbrücke benachbarten C-Atom eine Hydroxygruppe enthalten. Der Ring entsteht in bestimmten Monosacchariden durch intramolekulare Halbacetalbildung zwischen der Carbonylgruppe und einer OH-Gruppe unter Entstehung eines Fünfrings mit einem Sauerstoffatom und vier Kohlenstoffatomen als Ringglieder.
| Furan, Tetrahydrofuran und Furanose |                   |                             |                                    |
| Name                                | Furan             | Tetrahydrofuran             | α-D-Altrofuranose                  |
| Strukturformel                      | Furan             | Furan                       | α-D-Altrofuranose                  |
| Bemerkung                           | Furan-Ring (blau) | Tetrahydrofuran-Ring (blau) | Tetrahydrofuran-Ring blau markiert |

Bei allen Monosacchariden mit mindestens vier Kohlenstoffatomen liegt in wässriger Lösung ein Gleichgewicht aus offenkettiger und zyklischer Form vor, wobei die Ringform stabiler ist. Hierbei werden Ringe aus fünf Atomen als Furanosen bezeichnet, Ringe mit sechs Atomen als Pyranosen. Auch höhermolekulare Kohlenhydrate (Di-, Oligo- und Polysaccharide) bauen sich aus ringförmigen Monomeren auf.
Der Name leitet sich von dem heterocyclischen Molekül Furan ab, das jedoch im Ringsystem auch zwei Doppelbindungen enthält, also – im Gegensatz zu den Furanosen – ein Aromat ist.

## Nomenklatur von Furanosen

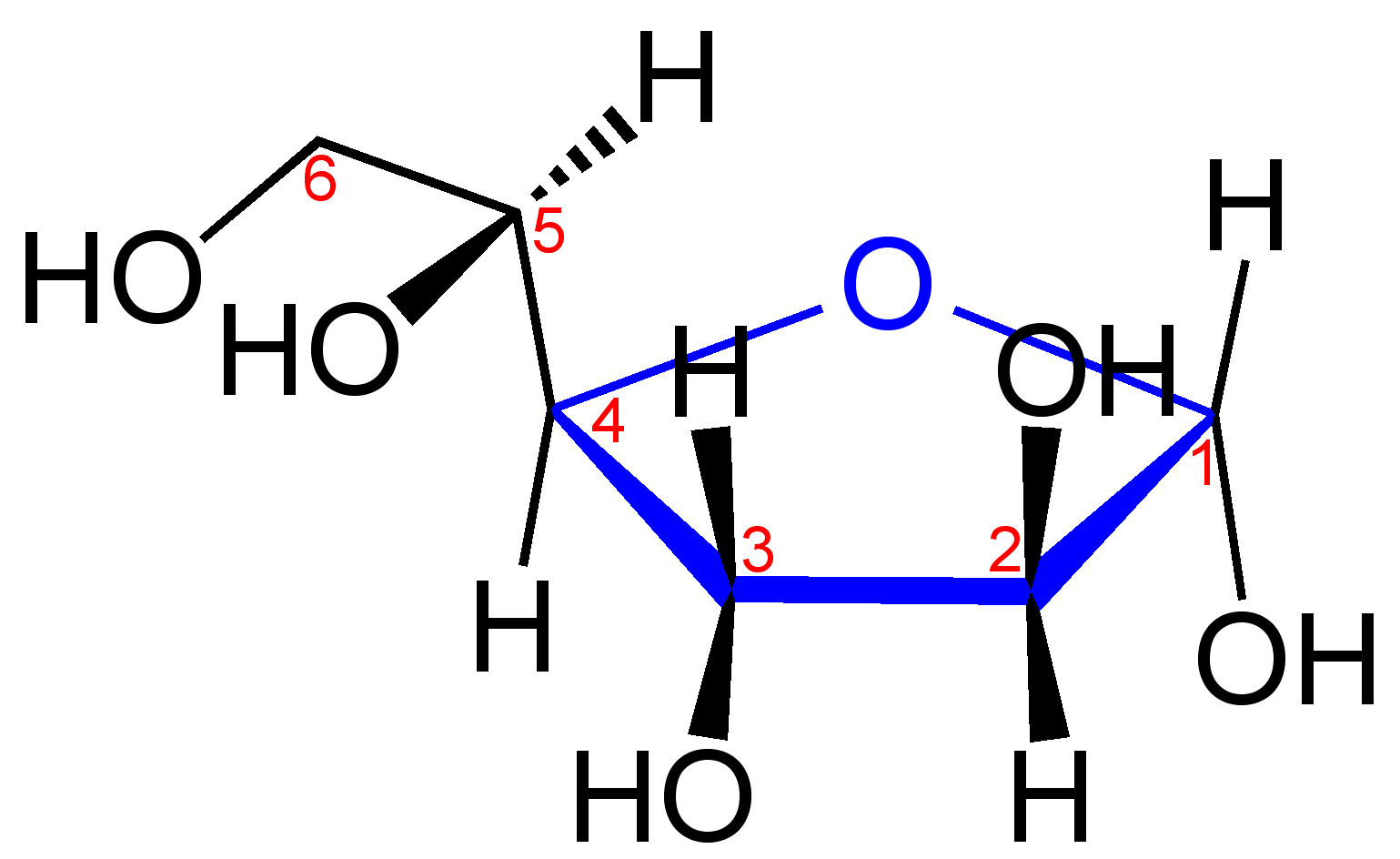
Nummerierung der Kohlenstoffatome beginnend mit dem anomeren Kohlenstoffatom 1 am Beispiel von α-D-Altrofuranose mit dem blau markierten Tetrahydrofuranring.

Die Atome des Fünfringes (Tetrahydrofuranring) werden derart nummeriert, dass dem anomeren Kohlenstoffatom (ursprüngliches Kohlenstoffatom der Carbonylgruppe der Aldose bzw. Ketose) stets die Position 1 zugewiesen wird. Die Position der Hydroxygruppen ergibt sich dann aus dem Lokanten des Kohlenstoffatoms, an das dieses in der acyclischen Form gebunden ist. Weitere Konventionen sind in der wissenschaftlichen Literatur beschrieben.
| α-Furanose und β-Furanose ausgewählter D-Aldosen     |
| D-Allose (Mitte) sowie die beiden Furanoseformen     |
| D-Altrose (Mitte) sowie deren beide Furanoseformen   |
| D-Glucose (Mitte) sowie deren beide Furanoseformen   |
| D-Mannose (Mitte) sowie deren beide Furanoseformen   |
| D-Gulose (Mitte) sowie deren beide Furanoseformen    |
| D-Idose (Mitte) sowie deren beide Furanoseformen     |
| D-Galactose (Mitte) sowie deren beide Furanoseformen |
| D-Talose (Mitte) sowie deren beide Furanoseformen    |